# Pilau
Pilau (arabisch بيلو) ist eine kleine, unbewohnte Felsinsel im Mittelmeer. Administrativ gehört sie zum tunesischen Gouvernement Bizerte.
Pilau befindet sich etwa 2 km vor der Küste des Städtchens Raf Raf, etwa 42 km östlich von Bizerte sowie 60 km nördlich von Tunis gelegen. Die karge Insel erhebt sich steil aus dem Meer und erreicht eine Höhe von 116 m. 